# Жељка Радановић
Жељка Радановић (14. новембар 1989) је фудбалерка и чланица женске фудбалске репрезентације Црне Горе.

## Каријера
Наступа за женски фудбалски клуб Спартак са којим се такмичи у Супер лиги Србије за жене. Са матичним клубом је до сада одиграла 13 утакмица у УЕФА Лиги шампиона. У најелитнијем клупском такмичењу је дебитовала 2011. године против Глазгов Ситија (Glasgow City F.C.).

## Награде и признања
До сада је са ЖФК Спартак освојила 5 титула државног првака (Србија), 4 титуле победника Купа и има 4 учешћа у УЕФА Лиги шампиона (2011/12, 2012/13, 2013/14, 2014/15).